# Савченко, Алексей Витальевич
Алексе́й Вита́льевич Са́вченко (укр. Олексій Віталійович Савченко; род. 27 сентября 1993, Староверовка, Харьковская область) — украинский футболист, полузащитник хмельницкого «Подолья».

## Биография
Родился в селе Староверовка Харьковской области. Начинал заниматься футболом в Харьковском государственном училище физической культуры № 1.
В начале 2011 года вместе с молодёжным составом «Динамо» проходил сборы на Кипре, после чего подписал трёхлетний контракт с киевским клубом. В дубле «Динамо» дебютировал 4 марта 2011 года в выездном матче против «молодёжки» донецкого «Металлурга», который завершился нулевой ничьей, а уже в следующей игре молодёжного первенства Савченко забил свой первый гол в ворота «Ворсклы». Всего в дебютном сезоне принял участие в 11 матчах. В следующем турнире 2011/12 годов футболист провёл в команде Александра Хацкевича 17 встреч, в которых забил один гол в киевском дерби против «Оболони». В сезоне 2012/13 Алексей в основном играл за команду U-19 в первом юношеском первенстве Украины, по результатам которого «динамовцы» стали чемпионами Украины. Летом 2013 года тренер «молодёжки» Александр Хацкевич возглавил вторую динамовскую команду. С ним в команду первой лиги были переведены ряд игроков, в том числе и Савченко. В профессиональных соревнованиях Алексей дебютировал 14 июля 2013 в выездном матче против черниговской «Десны», выйдя на поле на 71 минуте матча. За два года сыграл 54 матча в первой лиге.
Летом 2015 вместе с группой других игроков «Динамо» из 12 человек ушёл в аренду в ужгородскую «Говерлу». В украинской Премьер-лиге дебютировал 19 июля 2015 в матче первого тура чемпионата против днепропетровского «Днепра» (1:1), в котором отыграл весь матч.